# Der Blaue
Der Blaue ist ein deutscher Film über einen ehemaligen Stasi-Spitzel, der nach der deutschen Wiedervereinigung seine Enttarnung fürchtet und deshalb in Konflikt mit einem seiner früheren Opfer gerät. Der Titel des Films erklärt sich dadurch, dass „Blaue“ im Stasi-internen Jargon wegen der blauen Aktendeckel der Täterakten ein Ausdruck für Inoffizielle Mitarbeiter war.

## Handlung
Otto Skrodt war in der DDR als Tierarzt tätig, begann nach der Wiedervereinigung eine politische Karriere und ist nun Abgeordneter im Deutschen Bundestag. Was niemand – außer seiner Tochter Isabelle – weiß: er wurde vom Ministerium für Staatssicherheit als Inoffizieller Mitarbeiter angeworben und hat in dieser Funktion auch über seinen damaligen besten Freund Karl „Kalle“ Kaminski berichtet. Kaminski plante eine Republikflucht im Schlauchboot über die Ostsee, wurde aber durch Skrodts Verrat verhaftet und saß jahrelang im Gefängnis. Da seine Akten verlorengingen, weiß er nichts von Skrodts Schuld und hegt auch keinen Verdacht gegen ihn. Er besucht ihn nun, um sich Geld zu leihen, mit dem er sich in Westdeutschland ein neues Leben aufbauen will. Skrodt stellt sich freundschaftlich und gibt ihm 100.000 Mark, wird aber immer misstrauischer und verdächtigt Kaminski, von seiner Stasitätigkeit erfahren zu haben und sich rächen zu wollen. Er sieht seine politische Karriere in Gefahr und berät sich mit seinem früheren Führungsoffizier Werner, wie er Kaminski loswerden kann.
Was Skrodt nicht weiß: Kaminski hatte vor seiner Inhaftierung eine Liebesaffäre mit dessen Stieftochter Isabelle, die als Schwimmerin im Leistungssportbereich der DDR trainierte. Als sie damals durch ein mitgehörtes Telefonat von der Spitzeltätigkeit ihres Vaters erfuhr, musste sie sich auch mit den eigenen Privilegien auseinandersetzen, die sie als Athletin genoss. Sie kehrte von einem Wettkampf im Ausland nicht wieder zurück, lebt seitdem im Westen und hat sich von ihrem Vater entfremdet. Nun versucht Kaminski, Isabelles Adresse herauszufinden, und als er diese durch einen Brief Isabelles an Skrodt erfährt, will er zu ihr reisen. Er weiß jedoch nicht, dass Werner in der Nacht zuvor die Bremsschläuche seines Autos sabotiert hat. Auf einer Landstraße schleudert Kaminskis Wagen aus der Kurve und überschlägt sich. Werner ist zur Stelle, um das Geld an sich zu bringen.
Kaminski überlebt verletzt und reist per Anhalter weiter zu Isabelle. Diese lebt mit ihrem Freund Martin zusammen, liebt Kaminski aber eigentlich immer noch. Sie erzählt ihm, dass ihr Vater seine Haftzeit zu verschulden hat, worauf die beiden zu Skrodt zurückfahren und ihn zur Rede stellen. Dann fahren sie auch zu Werner, der inzwischen in einem Krematorium arbeitet. Dieser behauptet, auch Isabelle sei als Spitzel auf Kaminski angesetzt gewesen und sei nur deshalb eine Beziehung mit ihm eingegangen. Isabelle streitet dies ab, doch als sie sieht, dass Kaminski an ihr zweifelt, gibt sie ihm einen Ring, den er ihr einst schenkte, zurück. Ob Werner die Wahrheit sagt oder lügt, um die Beziehung der beiden zu zerstören und von seiner (und Skrodts) Schuld abzulenken, bleibt unklar, ebenso wie die Zukunft von Isabelle und Kaminski. Skrodts Karriere hingegen scheint alles unbeschadet überstanden zu haben: In der letzten Szene des Films erfährt er von seiner baldigen Ernennung zum Parlamentarischen Staatssekretär.

## Produktion
Drehbuchautor Wawrzyn veröffentlichte bereits 1990 ein ebenfalls Der Blaue betiteltes Sachbuch über die DDR-Staatssicherheit, das auf Interviews mit ehemaligen Spitzeln beruhte.
Die Dreharbeiten fanden im Sommer 1993 in der Umgebung von Potsdam und Berlin statt. Der Blaue war eine Koproduktion der Journal Filmproduktion und des Studio Babelsberg mit WDR, MDR und BR. Die Premiere war am 21. Februar 1994 im Wettbewerb der Berlinale, zudem lief der Film im Juli desselben Jahres beim Filmfestival von Karlovy Vary. Im Fernsehen wurde er am 1. Juni 1996 im WDR zum ersten Mal ausgestrahlt. 2010 erschien er auch auf DVD.

## Rezeption
„Erstklassig besetzter Nachwende-Thriller“

„Plakativer Nachwendekrimi [...]. Die nicht völlig aus der Welt gegriffene Handlung erweist sich als relativ dialogorientiert, zur Lösung seines Problems greift Krug etwas klischeehaft auf seinen ehemaligen Führungsoffizier (Klaus Manchen) zurück.“

„Dialogschwerer Politthriller um Wendehälse und alte Seilschaften, der trotz realistischer Bezüge am Ende zwischen Krimi und Komödie versickert.“